# D-A-CH-Referenzwerte für die Nährstoffzufuhr
Die D-A-CH-Referenzwerte für die Nährstoffzufuhr sind die Referenzwerte für die tägliche Zufuhr von Energie und Nährstoffen, welche von den Fachgesellschaften Deutschlands, Österreichs und der Schweiz (D-A-CH) gemeinsam für den deutschsprachigen Raum Europas herausgegeben werden. Die Referenzwerte beinhalten Empfehlungen, Schätzwerte und Richtwerte.
Die betreffenden Fachgesellschaften sind die Deutsche Gesellschaft für Ernährung (DGE), die Österreichische Gesellschaft für Ernährung (ÖGE) und die Schweizerische Gesellschaft für Ernährung (SSG/SSN). In Deutschland werden die D-A-CH-Referenzwerte entsprechend auch als DGE-Empfehlung bezeichnet. Die D-A-CH-Referenzwerte erschienen erstmals im Jahr 2000 und wurden seitdem mehrfach angepasst.
Die Tabellen mit den Referenzwerten sind nach für Kinder und Erwachsene nach Altersgruppen aufgeschlüsselt, ggf. mit unterschiedlichen Werten für Frauen und Männer sowie für Personen mit besonderem Bedarf, etwa Schwangere. Dem Maß körperlicher Aktivität entsprechend unterscheidet die DGE bei der Energiezufuhr zudem nach PAL-Werten (PAL: physical activity level, Maß für die körperliche Aktivität).
Eine wesentliche Rolle spielen die D-A-CH-Referenzwerte bei der Gemeinschaftsverpflegung in Kantinen und anderen Großküchen, insbesondere in Schulen, Betrieben und Seniorenwohnheimen.
Auch andere internationalen Organisationen geben vergleichbare Richtlinien heraus, so die Weltgesundheitsorganisation (WHO), die Ernährungs- und Landwirtschaftsorganisation der Vereinten Nationen (FAO), die Europäische Behörde für Lebensmittelsicherheit (EFSA),  die Nordic Nutrition Recommendations (NNR) und das Institute of Medicine (IOM: Recommended Daily Allowance).